# Hyphydrus inopinatus
Hyphydrus inopinatus är en skalbaggsart som beskrevs av Omer-cooper 1971. Hyphydrus inopinatus ingår i släktet Hyphydrus och familjen dykare. Inga underarter finns listade i Catalogue of Life.